# Liste des résolutions du Conseil de sécurité des Nations unies adoptées en 1953
Les résolutions du Conseil de sécurité des Nations unies sont les décisions qui sont votées par le Conseil de sécurité des Nations unies.
Une telle résolution est acceptée si au moins neuf des quinze membres (depuis le 17 décembre 1963, 11 membres avant cette date) votent en sa faveur et si aucun des membres permanents qui sont la Chine, les États-Unis, la France, le Royaume-Uni et l'Union soviétique (la Russie depuis 1991) n'émet de vote contre (qui est désigné couramment comme un veto).

## Résolutions 99 à 103
- Résolution 99 : Cour internationale de justice (adoptée le 12 août 1953).
- Résolution 100 : la question de la Palestine (adoptée le 27 octobre 1953).
- Résolution 101 : la question de la Palestine (adoptée le 24 novembre 1953).
- Résolution 102 : Cour internationale de justice (adoptée le 3 décembre 1953).
- Résolution 103 : Cour internationale de justice (adoptée le 3 décembre 1953).